# White Russian (cóctel)

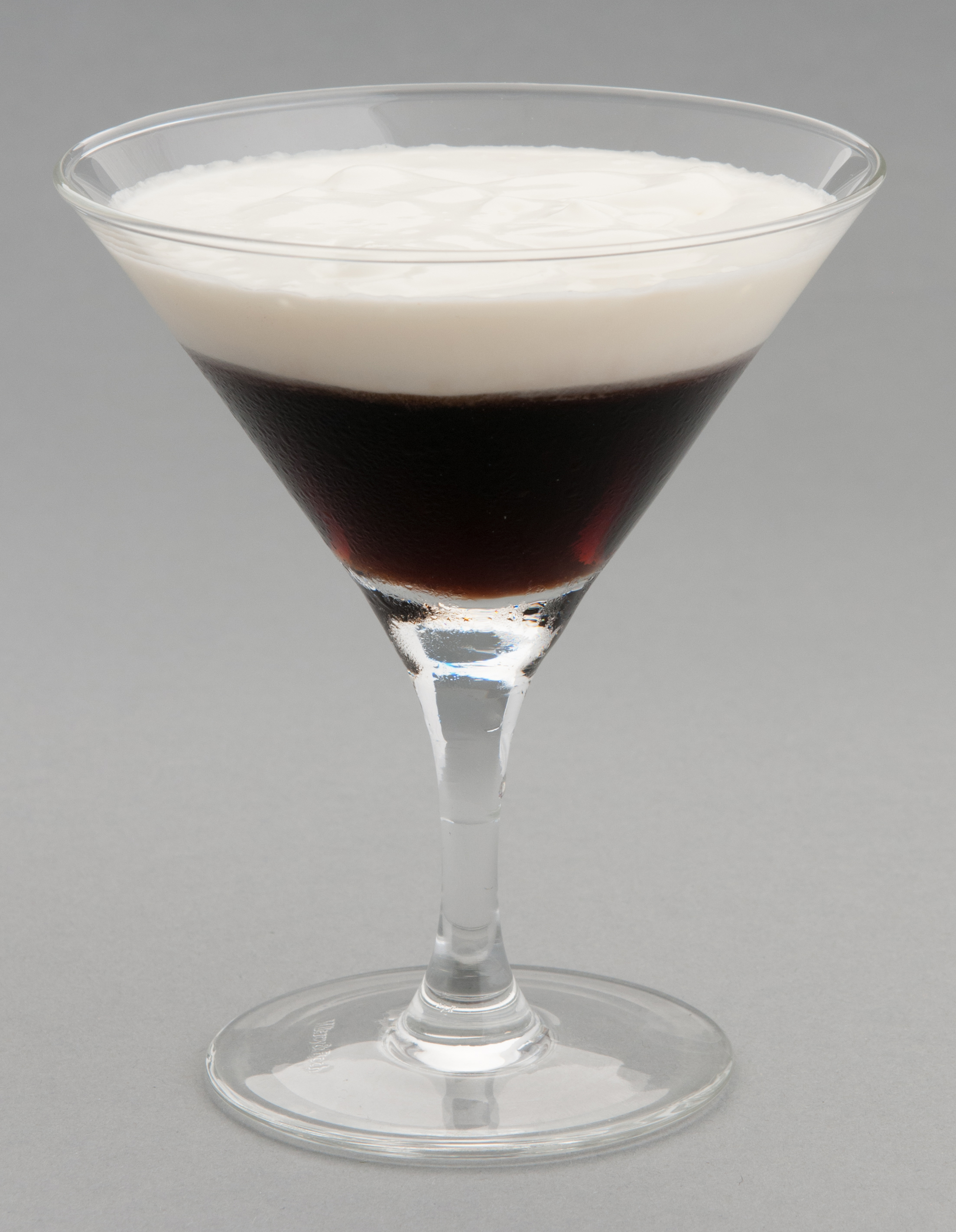
Vaso con un Ruso blanco.

El White Russian (pronunciación en inglés: /waɪt ˈrʌʃən/), a veces hispanizado como ruso blanco (en ruso, Белый Русский) es un cóctel preparado con vodka, licor de café (como Kahlúa o Tía María) y nata líquida (aunque la nata se puede sustituir por leche o leche condensada). Es un cóctel clasificado como de sobremesa.

## Origen del nombre y variedades
Se debe a una idea del barman del Hotel Metropole de Bruselas Gustave Tops a fines de los años cuarenta, como cóctel para el embajador estadounidense en Luxemburgo, Pearl Mesta. Esta bebida no es de tradición rusa, sino que se le denomina así debido a la utilización de vodka como ingrediente principal. El adjetivo se añade solo para señalar la presencia de leche o nata. Cuando esta es descremada se denomina Anna Kournikova (una extenista y modelo rusa). Cuando se sustituye la leche por horchata de chufa se denomina ruso blanco mejicano; si se sustituye el vodka por ron se llama ruso blanco cubano. El ruso rojo sustituye el licor de café por brandi de cereza y el ruso negro añade algo de Coca-Cola.
La creatividad de los mixólogos ha forjado numerosas variantes menores del ruso blanco. Un ruso ciego (también conocido como Muddy Water) sustituye la crema con Bailey o Irish Cream; un canadiense blanco se elabora con leche de cabra; un ruso sucio se hace con leche chocolatada en lugar de crema; un basura blanca emplea wiski en lugar de vodka.

## Preparación
Según la Asociación Internacional de Bármanes, la preparación del ruso blanco es:
- 15 ml de licor de café
- 1 oz de vodka (30 ml aprox.)
- 3 oz de leche evaporada (60 ml aprox.)

Se vierte el licor de café y el vodka directamente en un old fashioned glass, también llamado vaso de wiski, (vaso bajo y ancho) lleno de hielo. Verter la nata fresca para que flote en la superficie y remover lentamente.
Como con todos los cócteles, existen numerosas maneras de preparación, variando según la receta y el estilo personal de cada barman. Las versiones más comunes han determinado las cantidades de vodka o de licor de café. También es muy frecuente agitar la nata para conseguir una capa algo espesa en la superficie o añadir algo de nuez moscada. Es importante indicar que Kahlúa es la marca de licor de café más comúnmente asociada al ruso blanco, debido en parte a su cierta generalización como licor de café, llegando incluso a describir la preparación de este cóctel en la etiqueta trasera de la botella.

## Popularidad
Aunque durante mucho tiempo fue considerado como una bebida aburrida y poco sofisticada, el ruso blanco experimentó un aumento en su popularidad después del lanzamiento en 1998 de la película The Big Lebowski, en la que aparece como la bebida elegida por el protagonista. En Catwoman el personaje epónimo la pide «sin hielo, sin vodka y sin Kahlúa», esto es, exclusivamente compuesto de leche.
En la serie inglesa I.T.Crowd, uno de los protagonistas, Maurice Moss, interpretado por Richard Ellef Ayoade, cada vez que pide una bebida pide un ruso blanco.